# En Kärlekshistoria
En Kärlekshistoria est la bande originale du film Une histoire d'amour suédoise (titre original : En Kärlekshistoria, titre allemand Eine schwedische Liebesgeschichte et titre anglais A Swedish Love Story) sorti en 1970.

## Titres
| No  | Titre                            | Durée |
| --- | -------------------------------- | ----- |
| 1.  | Ouvertyr                         | 1:30  |
| 2.  | Talk To Me                       | 1:58  |
| 3.  | Den Vackre                       | 1:27  |
| 4.  | Oh No                            | 2:25  |
| 5.  | Wake Up In The Morning (Staffan) | 2:09  |
| 6.  | Raj Raj                          | 1:36  |
| 7.  | Eko-Låten                        | 1:54  |
| 8.  | Would You Like To Be             | 2:14  |
| 9.  | Morgonvals                       | 2:14  |
| 10. | På En Sjömansgrav                | 2:55  |
| 11. | Wake Up In The Morning (Anita)   | 2:51  |
| 12. | The Bertil Theme                 | 4:38  |

## À noter
- La majorité des musiques ont été composées par Björn Isfält et interprétées principalement par Björn Isfält et le groupe Atlantic Ocean composé principalement de Staffan Stenström.